# Кърмене
Кърменето е основна физиологична функция на женските гърди, благодарение на която бебета и малки деца се хранят с мляко.
Здравните специалисти препоръчват кърменето да започне в рамките на първия час от живота на бебето и да продължи толкова често, колкото бебето иска. През първите няколко седмици от живота си бебетата могат да сучат приблизително на всеки 2 до 3 часа. Продължителността на хранене обикновено е около 10 – 15 минути от всяка гърда. По-големите деца се кърмят по-рядко.
Бебетата доста често натрупват газове в стомаха, докато се кърмят и изпитват значителен дискомфорт и възбуда, докато не им се помогне да се оригнат.